# Fernando Diaz del Rio
Fernando Diaz del Rio (né le 15 février 2003 à Las Palmas de Grande Canarie) est un nageur espagnol de natation artistique. Il remporte la médaille d'or au championnat du monde à Fukuoka en solo.

## Biographie
A 19 ans, il débute au club de Las Palma et déménage à Barcelone pour se former en tant que professionnel au Centre de haute performance de San Cugat, où la Fédération, dirigée par Ana Montero (en), développe un programme pour promouvoir la natation artistique masculine.
Lors des championnats du monde à Fukuoka, il s'impose dans l'épreuve technique en solo avec 224,5550 points devant l'Américain Kenneth Gaudet (216,8000 points) et le Kazakhstanais Eduard Kim (216,0000 points). Ainsi, il devient premier homme champion du monde de natation artistique en solo.

## Palmarès

### Championnats du monde de natation
- 2023 à Fukuoka,  Japon
  -  Médaille d'or en solo technique